# Koczkurowo (rejon dubioński)
Koczkurowo (ros. Кочкурово, erzja Кочкур веле) – wieś (ros. село, trb. sieło) w środkowej Rosji, centrum administracyjne Rejonu dubiońskiego w Republice Mordowii.
Położona jest nad rzeką Łomatka (lewy dopływ Sztyrmy), 13 km od Dubionek (centrum administracyjne rejonu). W 2017 r. miejscowość liczyła 451 mieszkańców.